# Любимівська селищна рада
Люби́мівська се́лищна ра́да — адміністративно-територіальна одиниця та орган місцевого самоврядування в Каховському районі Херсонської області. Адміністративний центр — селище міського типу Любимівка.

## Загальні відомості
Любимівська селищна рада утворена 5 липня 2006 року.
- Територія ради: 76,85 км²
- Населення ради: 6 111 особа (станом на 2001 рік)
- Територією ради протікає річка Дніпро

## Історія
Херсонська обласна рада рішенням від 5 липня 2006 року у Каховському районі віднесла село Любимівка Любимівської сільради до категорії селищ міського типу і найменувала селищну раду Любимівська.

## Населені пункти
Селищній раді підпорядковані населені пункти:
- смт Любимівка
- с-ще Завітне

## Склад ради
Рада складається з 30 депутатів та голови.
- Голова ради: Мотрюк Михайло Ілліч

### Депутати
За результатами місцевих виборів 2010 року депутатами ради стали:

#### За суб'єктами висування
| Суб'єкт висування                                       | Кількість обраних депутатів | %    |
| ------------------------------------------------------- | --------------------------- | ---- |
| Партія регіонів                                         | 12                          | 40   |
| Самовисування                                           | 11                          | 36,7 |
| Політична партія «Сильна Україна»                       | 3                           | 10   |
| Комуністична партія України                             | 1                           | 3,3  |
| Народна Екологічна партія                               | 1                           | 3,3  |
| Партія «Справедливість»                                 | 1                           | 3,3  |
| Політична партія Всеукраїнське об'єднання «Батьківщина» | 1                           | 3,3  |

#### За округами
| № округу                                                | Прізвище, ім'я, по батькові     | Дата визнання обраним | Освіта  | Партійна приналежність                        | Відомості про обраного депутата                                                        |
| ------------------------------------------------------- | ------------------------------- | --------------------- | ------- | --------------------------------------------- | -------------------------------------------------------------------------------------- |
| Комуністична партія України                             |                                 |                       |         |                                               |                                                                                        |
| 15                                                      | Скоромний Сергій Федорович      | 02.11.2010            | вища    | член Комуністичної партії України             | тимчасово не працює                                                                    |
| Народна Екологічна партія                               |                                 |                       |         |                                               |                                                                                        |
| 12                                                      | Ємельянов Олександр Григорович  | 02.11.2010            | середня | член Народної Екологічної партії              | приватний підприємець                                                                  |
| Партія регіонів                                         |                                 |                       |         |                                               |                                                                                        |
| 3                                                       | Шило Наталя Григорівна          | 02.11.2010            | вища    | член Партії регіонів                          | Любимівська загальноосвітня школа I-III ст. № 1, вчитель                               |
| 5                                                       | Літвінов Роман Григорович       | 02.11.2010            | середня | позапартійний                                 | приватне підприємство, експедитор                                                      |
| 7                                                       | Сушинська Наталя Андріївна      | 02.11.2010            | середня | член Партії регіонів                          | «Фрідом Фарм Бекон», інспектор з кадрів                                                |
| 16                                                      | Бондарєв Віктор Михайлович      | 02.11.2010            | вища    | член Партії регіонів                          | Любимівська селищна рада, інспектор громадського порядку                               |
| 18                                                      | Ковалевич Світлана Валентинівна | 02.11.2010            | вища    | член Партії регіонів                          | Любимівська загальноосвітня школа I-III ст. дитячий заклад № 1, завідувачка ясел-садка |
| 19                                                      | Шакало Лариса Іванівна          | 02.11.2010            | середня | член Партії регіонів                          | Любимівська загальноосвітня школа I-III ст. дитячий заклад № 2, прачка                 |
| 21                                                      | Москаленко Олена Анатоліївна    | 02.11.2010            | вища    | позапартійна                                  | Любимівська загальноосвітня школа I-III ст. дитячий заклад № 1, вихователь             |
| 22                                                      | Димченко Марина Олександрівна   | 02.11.2010            | вища    | член Партії регіонів                          | Любимівська селищна рада, інспектор військового обліку                                 |
| 26                                                      | Городник Галина Якимівна        | 02.11.2010            | середня | член Партії регіонів                          | пенсіонер                                                                              |
| 27                                                      | Желєзняк Наталя Миколаївна      | 02.11.2010            | середня | член Партії регіонів                          | Любимівська амбулаторія, завгосп                                                       |
| 28                                                      | Дриль Тамара Іванівна           | 02.11.2010            | середня | член Партії регіонів                          | Любимівська селищна рада, інспектор по податках                                        |
| 30                                                      | Тишковець Наталя Петрівна       | 02.11.2010            | середня | позапартійна                                  | тимчасово не працює                                                                    |
| Партія «Справедливість»                                 |                                 |                       |         |                                               |                                                                                        |
| 25                                                      | Кохановська Любов Гаврилівна    | 02.11.2010            | вища    | член Партії «Справедливість»                  | Любимівська загальноосвітня школа I-III ст. № 1, вчитель                               |
| Політична партія Всеукраїнське об'єднання «Батьківщина» |                                 |                       |         |                                               |                                                                                        |
| 10                                                      | Зюзь Лариса Іванівна            | 02.11.2010            | середня | член Всеукраїнського об'єднання «Батьківщина» | Любимівська селищна рада, бухгалтер                                                    |
| Політична партія «Сильна Україна»                       |                                 |                       |         |                                               |                                                                                        |
| 4                                                       | Калєнічєнко Олег Іванович       | 02.11.2010            | середня | член Політичної партії «Сильна Україна»       | тимчасово не працює                                                                    |
| 24                                                      | Семенова Олена Іванівна         | 02.11.2010            | середня | член Політичної партії «Сильна Україна»       | ТОВ, технічний працівник                                                               |
| 29                                                      | Михайлова Лариса Григорівна     | 02.11.2010            | вища    | член Політичної партії «Сильна Україна»       | Любимівська загальноосвітня школа I-III ст. № 1, вчитель                               |
| Самовисування                                           |                                 |                       |         |                                               |                                                                                        |
| 1                                                       | Баришполець Віктор Степанович   | 02.11.2010            | вища    | позапартійний                                 | ТОВ «Семена плюс», механік                                                             |
| 2                                                       | Скляр Дмитро Сергійович         | 02.11.2010            | середня | позапартійний                                 | ТОВ «Таврійська перспектива», оператор                                                 |
| 6                                                       | Михайленко Ірина Миколаївна     | 02.11.2010            | середня | позапартійна                                  | Любимівська аптека № 168, завідувачка аптеки                                           |
| 8                                                       | Мудра Анастасія Федорівна       | 02.11.2010            | середня | позапартійна                                  | Амбулаторія, медсестра                                                                 |
| 9                                                       | Грек Наталя Павлівна            | 02.11.2010            | середня | позапартійна                                  | Любимівська селищна рада, заступник головного бухгалтера                               |
| 11                                                      | Михайленко Валентина Іванівна   | 02.11.2010            | середня | позапартійна                                  | пенсіонер                                                                              |
| 13                                                      | Павлов Сергій Олександрович     | 02.11.2010            | вища    | позапартійний                                 | пенсіонер                                                                              |
| 14                                                      | Скрипка Світлана Анатоліївна    | 02.11.2010            | середня | позапартійна                                  | Любимівська селищна рада, бухгалтер                                                    |
| 17                                                      | Сущенко Валентина Володимирівна | 02.11.2010            | середня | позапартійна                                  | Любимівська селищна рада, касир                                                        |
| 20                                                      | Вирвихвіст Людмила Іванівна     | 02.11.2010            | вища    | позапартійна                                  | пенсіонер                                                                              |
| 23                                                      | Уманець Світлана Миколаївна     | 02.11.2010            | середня | позапартійна                                  | Любимівська селищна рада, бухгалтер                                                    |